# Haplostichanthus lanceolata
Haplostichanthus lanceolata là loài thực vật có hoa thuộc họ Na. Loài này được (S. Vidal) Heusden mô tả khoa học đầu tiên năm 1994.